# Yesterday's Men
"Yesterday's Men" är den tjugonde singeln från den brittiska ska/popgruppen Madness. Texten skrevs av sångaren Graham McPherson och musiken av gitarristen Christopher Foreman.
Detta var Madness första singel som de gav ut på sitt eget bolag Zarjazz. Det skedde dock ett helt år efter att bolaget grundats. 
Titeln syftar inte på Madness comeback, utan på de politiker som, trots att de lever kvar i en gammal tid och gammal politik, fortsätter styra landet som om inget hänt. 
Trots stora förväntningar och mycket PR, låg den bara sju veckor på englandslistan och nådde som bäst en 18:de placering. Det var hyfsat, men ingenting mot Madness tidigare listplaceringar. En teori till att det inte gick så bra är att "Yesterday's Men" är en ganska lugn låt, till skillnad från deras tidigare singlar.
"Yesterday's Men" finns med på albumet Mad Not Mad och på de flesta av gruppens samlingsskivor. B-sidorna finns med på samlingsboxen The Business.

## Låtlista
7" vinyl
1. "Yesterday's Men" (Graham McPherson, Christopher Foreman) – 4:30
2. "All I Knew" (McPherson) – 3:07

12" vinyl
1. "Yesterday's Men (Extended Version)" (McPherson, Foreman) – 8:05
2. "All I Knew" (McPherson) – 3:07
3. "Yesterday's Men (Demo Version)" (McPherson, Foreman) – 3:33

Jerry Dammers spelar keyboard på "All I Knew".